# Lijst van spelers van Konyaspor
Voetballers uit het heden en verleden die voor Konyaspor speel(d)en.

## A
- Bassim Abbas
- Ayman Abdelaziz
- Veli Acar
- Caner Ağça
- Sedat Ağçay
- Murat Akın
- Serhat Akın
- Altan Aksoy
- Serhat Akyüz
- Erhan Albayrak
- Aleksandar Aleksandrov
- Emil Angelov
- Sjoerd Ars
- Şener Aşkaroğlu
- Hakan Aslantaş

## B
- Elvir Baljić
- Barbaros Barut
- Mehmet Batdal
- João Batista
- Gustave Bebbe
- Vid Belec
- Eray Birniçan
- Ümit Bozkurt

## C
- Musa Çağiran
- Patrik Carlgren
- Éder Ceccon
- Veysel Cihan
- Orkan Çınar
- Mehmet Çoğum

## D
- Zafer Demir
- Fallou Diagne
- Djalma
- Cyril Domoraud
- Bořek Dočkal
- Barry Douglas

## E
- Abdel Zaher El Sakka
- Gökhan Emreciksin
- Emrah Eren
- Ceyhun Eriş
- Adnan Erkan
- Samuel Eto'o
- Imoh Ezekiel

## G
- Theofanis Gekas
- Kaies Ghodhbane
- Doğan Gölpek
- Adnan Güngör
- Mehmet Güven

## H
- Murat Hacıoğlu
- Amir Hadžiahmetović
- Cihan Haspolatlı
- Hamza Hamzaoğlu
- Alexander Hleb
- Samuel Holmén
- Paolo Hurtado

## I
- Cenk İşler
- Charles Itandje

## J
- Jefferson
- Rostislav Jeřábek

## K
- Hasan Kabze
- Tolunay Kafkas
- Damir Kahriman
- Cem Karaca
- Burak Karaduman
- Suat Kaya
- Mahamoudou Keré
- Serkan Kırıntılı
- Okan Koç
- Mustafa Kocabey
- Roman Kratochvíl

## L
- Ivan Lietava

## M
- May Mahlangu
- Robert Mak
- Ciprian Marica
- Alban Meha
- Álvaro Mejía Pérez
- Deni Milošević
- Farouk Miya
- Johnnier Montaño

## N
- Ezechiel Ndouassel

## O
- Jaycee Okwunwanne
- Erman Özgür
- Ferhat Öztorun

## P
- Cahit Paşa
- Mariusz Pawełek
- Ernani Pereira
- Álvaro Pérez
- Jason Petkovic
- Branimir Poljac

## R
- Dimitar Rangelov
- Marcin Robak

## S
- Ömer Ali Şahiner
- Saffet Sancaklı
- Mehmet Sedef
- Volkan Şen
- Nejc Skubic
- Ömer Şişmanoğlu
- Kanfory Sylla

## T
- / Tunahan Taşçı
- Ertuğrul Taşkıran
- Thierry-Fidjeu Tazemeta
- Jonathan Téhoué
- Ogün Temizkanoğlu
- Gabriel Torje
- Ali Turan

## U
- Alper Uludağ
- Orkun Usak
- Suat Usta

## V
- Danny Vukovic
- Jagoš Vuković

## Y
- Fuat Yaman
- Ali Yasar
- Sedat Yeşilkaya
- Okan Yılmaz
- Alexander Yordanov

## Z
- Kamil Zayatte